# Рубинетти, Хорхе
Хорхе Альберто Рубинетти (исп. Jorge Alberto Rubinetti; 31 марта 1945, Буэнос-Айрес — 19 сентября 2016) — аргентинский шахматист, международный мастер (1969).
Многократный чемпион Аргентины.
В составе сборной Аргентины участник восьми Олимпиад (1968—1974, 1980—1982, 1988 и 1992). В межзональных турнирах: Пальма-де-Майорка (1970) — 23-е, Толуке (1982) — 12—13-е места.

## Изменения рейтинга
| Графики недоступны из-за технических проблем. См. информацию на Фабрикаторе и на mediawiki.org. |